# Kovači (Republika Serbska)
Kovači (cyr. Ковачи) – wieś w Bośni i Hercegowinie, w Republice Serbskiej, w gminie Rudo. W 2013 roku liczyła 5 mieszkańców.